# Elymiotis boisil
Elymiotis boisil är en fjärilsart som beskrevs av William Schaus 1928. Elymiotis boisil ingår i släktet Elymiotis och familjen tandspinnare. Inga underarter finns listade i Catalogue of Life.